# 外交信使
外交信使（英語：Diplomatic Courier）是在本国政府与其驻外使领馆之间，以及在驻外使领馆彼此之间传递信函、文件等物品的特别使者，《维也纳外交关系公约》正式称其为“外交信使”。外交信使是具有公开合法身份，受到国际法保护的国际机要交通员，在工作时享有外交豁免权。与普通邮差不同，外交信使传递的主要是政府的机密文件，这类文件装在外交邮袋中。根据《维也纳外交关系公约》，外交信使只能运送“官方信件和官方使用的物品”，外交邮袋不得予以开拆或扣押，外交信使享有人身不得侵犯权。

## 中华人民共和国

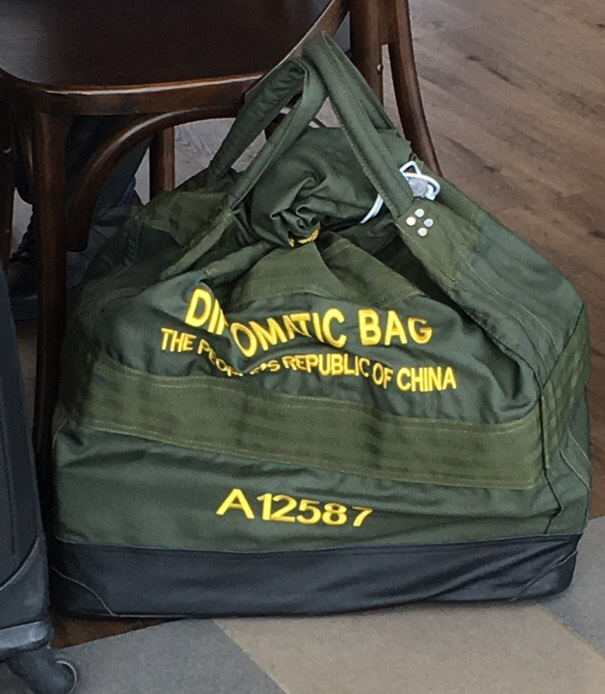
中华人民共和国外交邮袋

中华人民共和国外交部信使队是负责递送中国外交邮件的专门机构，对外称中华人民共和国外交信使。由于携带重要文件，中国信使在国外执行任务时必须要两人同行。根据中国相关规定，外交邮袋由外交信使转递时，必须持有派遣国主管机关出具的信使证明书。商业飞机机长可以受委托为使馆转递外交邮袋，但机长必须持有委托国的官方证明文件（注明邮袋件数）。由商业飞机机长转递或者托运的外交邮袋，应当由使馆派使馆人员办理接交、提取或者发运手续。

## 延伸阅读
- 外交信使人在密件在行程瞒家人
- 外交信使探秘（页面存档备份，存于）
- 外交信使的惊险旅程（页面存档备份，存于）
- 美国政府招聘外交信使的公示（英文）
- 校友何存峰斗智斗勇保全外交邮袋
- 中华民國各國駐使館外交郵袋寄遞辦法（页面存档备份，存于）
- 外交信使和外交邮袋的国际法理论与实践
- 内幕：外交邮袋（页面存档备份，存于）（英文）
- 问答：存在外交邮件吗？（页面存档备份，存于）（英文）
- 俄罗斯历史上的外交信使（俄文）